# Dirty Pair : With Love From the Lovely Angels
Dirty Pair : With Love From the Lovely Angels est une série télévisée d'animation japonaise en deux épisodes de 47 minutes, créée par les studios Studio Nue et Sunrise et diffusée sous forme d'OAV. Cette série est inédite en France.

## Synopsis
En 2141, Dan et Danny sont deux « Anges de la Galaxie », en d'autres termes des agents spéciaux de la galaxie travaillant pour la WWWA.
Elles font leur métier avec une chance inexistante, ou presque, qui déclenche catastrophe sur catastrophe. Elles sont aidées d'un robot, Nanmo, et d'une espèce de gros chat, Mughi.

## Distribution des voix

### Voix japonaises
- Kyouko Tonguu : Kei
- Saeko Shimazu : Yuri

## Épisodes
1. What?! The Boy In The Mansion Is A Terminator!
2. Seriously? The God Cannon Is A Beauty's Keyword To Escape